# باتريك لولور
باتريك لولور هو محامي وسياسي كندي، ولد في 16 نوفمبر 1923 في إدمونتون في كندا، وتوفي في 28 مارس 1993 في تورونتو في كندا. حزبياً، نشط في الحرب الديمقراطي الجديد لأونتاريو. وقد انتخب عضو برلمان مقاطعة أونتاريو.